# Elizabeth Killigrew, vikomtesa Shannon
Elizabeth Killigrew (pokřtěna 16. května 1622 – prosinec 1680) byla anglická šlechtična. Stala se milenkou pozdějšího anglického krále Karla II. Stuarta v době, kdy žil ještě ve Francii a byl až do restaurace království v Anglii neuznaným princem z Walesu.

## Život
Byla dcerou Sira Roberta Killigrewa a Mary Woodhouse a sestrou dramatika Thomase Killigrewa. Pokřtěna byla v Londýně.
Dne 24. října 1639 se provdala za Francise Boyla, později 1. vikomta Shannona, syna irského šlechtice Richarda Boyla, 1. hraběte z Corku.
Elizabeth posléze vstoupila do služeb královny vdovy Henrietty Marie Bourbonské jako její dvorní dáma, tehdy ještě v exilu ve Francii. Zde se poté na krátkou dobu stala jednou z mnoha milenek královnina syna, budoucího anglického krále Karla II. Její dceru, oficiálně nazvanou Charlotte Jemima FitzRoy, tak zplodil princ Karel ve vyhnanství. Když v roce 1660 nastoupil na anglický trůn, povýšil jejího manžela na vikomta Shannona. Dcera Charlotte Jemima (cca 1650-1684) byla nejdříve provdána za dramatika Jamese Howarda, v roce 1672 se provdala za Williama Pastona, pozdějšího 2. hraběte z Yarmouthu.